# Jan Laskowski (operator filmowy)
Jan Laskowski (ur. 10 lutego 1928 w Piotrowicach, woj. wileńskie, zm. 8 grudnia 2014 w Warszawie) – polski operator filmowy, reżyser i scenarzysta filmów animowanych. Pochowany w grobie rodzinnym na cmentarzu Bródnowskim w Warszawie (kwatera 54G-3-3).

## Kariera

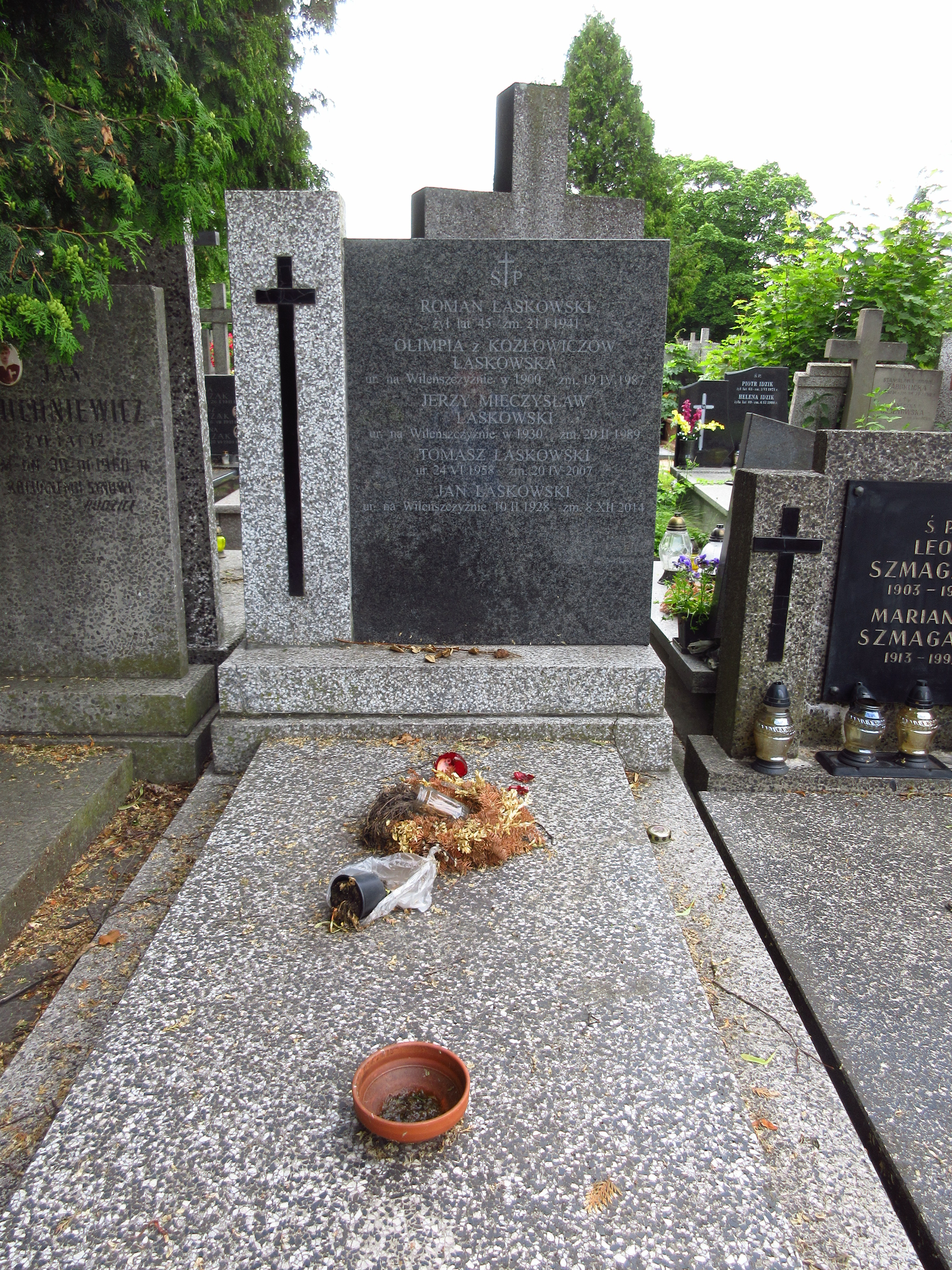
Grób Jana Laskowskiego na Cmentarzu Bródnowskim.

Po II wojnie światowej jego rodzina zamieszkała w Łodzi. Zafascynowany filmem „Dzwonnik z Notre Dame” postanowił zostać operatorem filmowym. Studiował w Państwowej Wyższej Szkoły Filmowej, którą ukończył w 1955.
Debiutował w latach 50. XX w. inspirując się estetyką włoskiego neorealizmu. W 1958 roku powstał Ostatni dzień lata Tadeusza Konwickiego, którego współreżyserem był Laskowski. W głównej roli wystąpiła siostra Jana Laskowskiego, Irena Laskowska. Dzięki kolażowej, niedopowiadającej strukturze zdjęć, Laskowski stał się prekursorem nowej fali w kinematografii europejskiej.

## Filmografia (wybór)
- 1956: Cień
- 1956: Człowiek na torze
- 1958: Ostatni dzień lata (debiut jako autor zdjęć i reżyser)
- 1959: Pociąg
- 1960: Do widzenia, do jutra
- 1962: Mężczyźni na wyspie (scenariusz i reżyseria)
- 1963: Ranny w lesie
- 1966: Bariera
- 1967: Jowita
- 1967: Wycieczka w nieznane
- 1968: Gra
- 1970: Dziura w ziemi
- 1972: Poszukiwany, poszukiwana
- 1973: Wniebowzięci
- 1974: Pójdziesz ponad sadem
- 1974: Karino
- 1976: Ognie są jeszcze żywe
- 1978: Co mi zrobisz jak mnie złapiesz
- 1978: Hallo Szpicbródka, czyli ostatni występ króla kasiarzy

## Nagrody indywidualne
- Dziura w ziemi 1961 – Łagów (Lubuskie Lato Filmowe) – nagroda za zdjęcia[2];
- Do widzenia, do jutra 1961 – Melbourne (Międzynarodowy Festiwal Filmowy w Melbourne) – Srebrny Bumerang[2].
- Za całokształt pracy zawodowej uhonorowany Nagrodą Stowarzyszenia Filmowców Polskich.